# Saison 2010 des Angels de Los Angeles d'Anaheim
La Saison 2010 des Angels de Los Angeles d'Anaheim est la 50e saison en ligue majeure pour cette franchise. Avec 80 victoires pour 82 défaites les Angels terminent troisièmes de la Division ouest de la Ligue américaine.

## Intersaison

### Arrivées

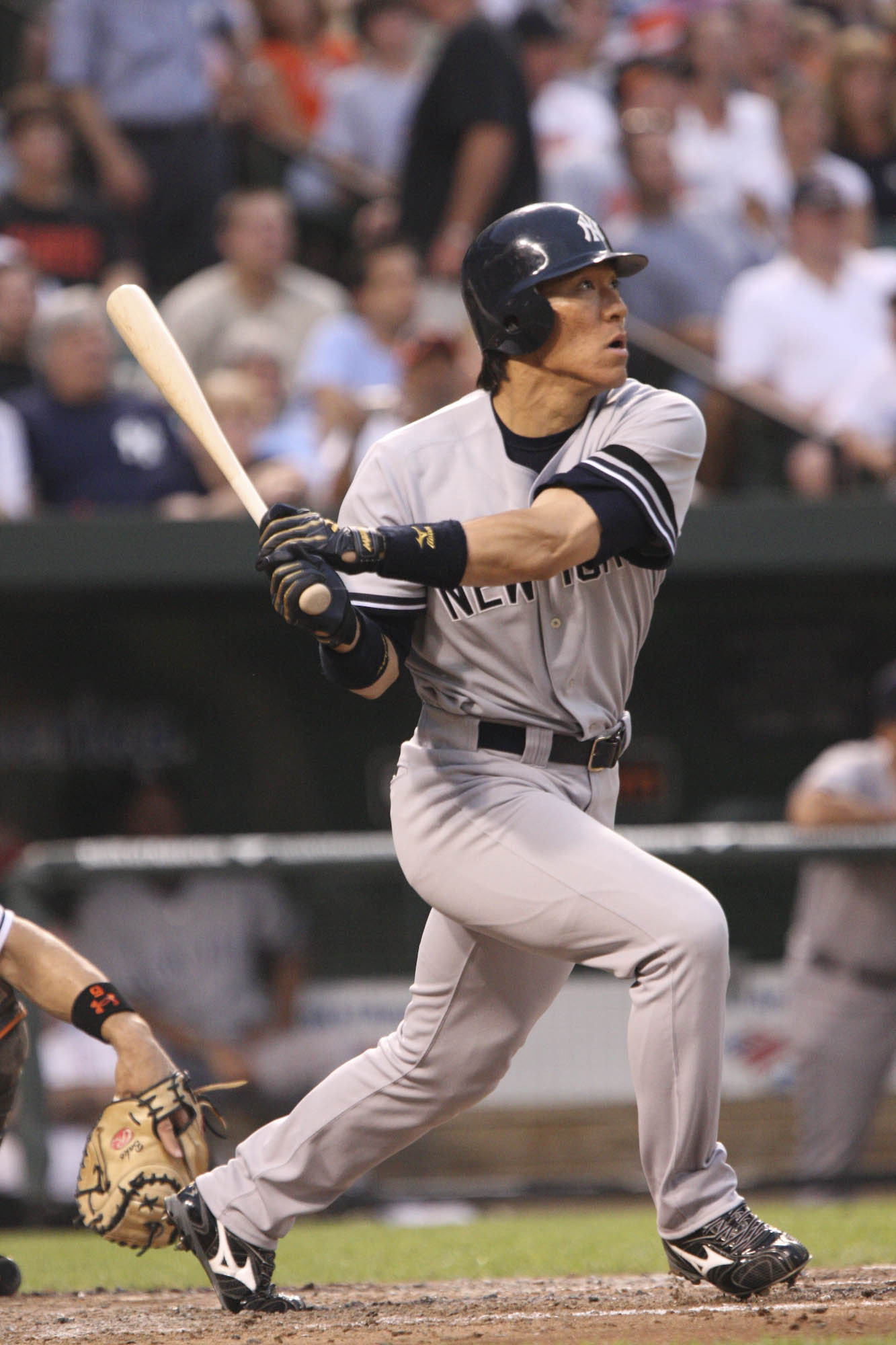
Hideki Matsui rejoint les Angels

- Le frappeur désigné Hideki Matsui (ex-Yankees de New York) signe pour une saison chez les Angels le 16 décembre 2009[1].
- Le lanceur de relève Fernando Rodney rejoint les Angels le 24 décembre 2009[2].

### Départs
- Le frappeur désigné Vladimir Guerrero devient agent libre.
- Devenu agent libre, Chone Figgins signe chez les Mariners de Seattle le 8 décembre 2009[3].
- Le lanceur John Lackey devient agent libre et signe avec les Red Sox de Boston le 15 décembre 2009[4].
- Le lanceur Kelvim Escobar devient agent libre et signe avec les Mets de New York le 28 décembre 2009[5].

### Prolongations de contrats
- Le joueur de champ droit Bobby Abreu prolonge son contrat de deux ans chez les Angels le 5 novembre 2009[6].

### Cactus League
32 rencontres de préparation sont programmées du 5 mars au 4 avril à l'occasion de cet entraînement de printemps 2010 des Angels.
Avec 13 victoires et 15 défaites, les Angels terminent 9e de la Cactus League et enregistrent la 8e performance des clubs de la Ligue américaine.

## Saison régulière

### Classement
| Ligue américaine (Division Ouest) | V  | D   | %    | GB |
| --------------------------------- | -- | --- | ---- | -- |
| Rangers du Texas                  | 90 | 72  | .556 | -  |
| Athletics d'Oakland               | 81 | 81  | .500 | 9  |
| Angels d'Anaheim                  | 80 | 82  | .494 | 10 |
| Mariners de Seattle               | 61 | 101 | .377 | 29 |

### Résultats
| Légende             | Légende            | Légende       |
| victoire des Angels | défaite des Angels | match reporté |
| ------------------- | ------------------ | ------------- |

## Draft
Le joueur de troisième but Kaleb Cowart est le premier choix des Angels lors de la Draft MLB 2010.

## Affiliations en ligues mineures
| Niveau     | Equipe                  | Ligue                   | Manager          | Vic. | Déf. | Classement                  |
| ---------- | ----------------------- | ----------------------- | ---------------- | ---- | ---- | --------------------------- |
| AAA        | Salt Lake Bees          | Pacific Coast League    | Bobby Mitchell   | 73   | 71   | 2e de la Division nord      |
| AA         | Arkansas Travelers      | Texas League            | Bobby Magallanes | 55   | 85   | 4e de la Division nord      |
| Advanced A | Rancho Cucamonga Quakes | California League       | Keith Johnson    | 78   | 62   | Finaliste                   |
| A          | Cedar Rapids Kernels    | Midwest League          | Bill Mosiello    | 82   | 56   | 2e de la Division est       |
| Rookie     | Orem Owlz               | Pioneer League          | Tom Kotchman     | 39   | 36   | 2e de la Division sud       |
| Rookie     | Arizona League Angels   | Arizona League          | Tyrone Boykin    | 24   | 31   | 4e de la Division est       |
| Rookie     | DSL Angels              | Dominican Summer League | Charlie Romero   | 37   | 28   | 2e de la Division San Pedro |